# Niklas Schmidt
Niklas Schmidt (Kassel, 1º marzo 1998) è un calciatore tedesco, centrocampista del Tolosa.

## Caratteristiche tecniche
È un centrocampista offensivo.

## Carriera

### Club
Cresciuto nel settore giovanile del Werder Brema, debutta in prima squadra il 24 settembre 2016 giocando gli ultimi 15 minuti dell'incontro di Bundesliga vinto 2-1 contro il Wolfsburg; successivamente viene utilizzato principalmente nella seconda squadra dove colleziona 62 presenze e 5 reti nella quarta divisione tedesca. Nel 2018 viene ceduto in prestito al Wehen Wiesbaden in 3. Liga e l'anno seguente passa in prestito biennale all'Osnabrück neopromosso in 2. Bundesliga.

### Nazionale
Ha giocato nelle nazionali giovanili tedesche Under-16, Under-17 ed Under-19; con l'Under-17 nel 2015 ha perso la finale degli Europei di categoria.

## Statistiche

### Presenze e reti nei club
Statistiche aggiornate al 7 dicembre 2024.
| Stagione               | Squadra                | Campionato             | Campionato | Campionato | Coppe nazionali | Coppe nazionali | Coppe nazionali | Coppe continentali | Coppe continentali | Coppe continentali | Altre coppe | Altre coppe | Altre coppe | Totale | Totale | Totale |
| Stagione               | Squadra                | Comp                   | Pres       | Reti       | Comp            | Pres            | Reti            | Comp               | Pres               | Reti               | Comp        | Pres        | Reti        | Pres   | Reti   |        |
| ---------------------- | ---------------------- | ---------------------- | ---------- | ---------- | --------------- | --------------- | --------------- | ------------------ | ------------------ | ------------------ | ----------- | ----------- | ----------- | ------ | ------ | ------ |
| 2016-2017              | Werder Brema           | BL                     | 1          | 0          | CG              | 0               | 0               | -                  | -                  | -                  | -           | -           | -           | 1      | 0      |        |
| 2016-2017              | Werder Brema II        | 3L                     | 32         | 2          | -               | -               | -               | -                  | -                  | -                  | -           | -           | -           | 32     | 2      |        |
| 2017-2018              | Werder Brema II        | 3L                     | 30         | 3          | -               | -               | -               | -                  | -                  | -                  | -           | -           | -           | 30     | 3      |        |
| Totale Werder Brema II | Totale Werder Brema II | Totale Werder Brema II | 62         | 5          |                 | -               | -               |                    | -                  | -                  |             | -           | -           | 62     | 5      |        |
| 2018-2019              | Wehen Wiesbaden        | 3L                     | 33+2       | 5          | CG+CG-D         | 2+3             | 1+2             | -                  | -                  | -                  | -           | -           | -           | 40     | 8      |        |
| 2019-2020              | Osnabrück              | 2L                     | 25         | 5          | CG              | -               | -               | -                  | -                  | -                  | -           | -           | -           | 25     | 5      |        |
| 2020-2021              | Osnabrück              | 2L                     | 22+2       | 1          | CG              | 2               | 0               | -                  | -                  | -                  | -           | -           | -           | 26     | 1      |        |
| Totale Osnabrück       | Totale Osnabrück       | Totale Osnabrück       | 47+2       | 6          |                 | 2               | 0               |                    | -                  | -                  |             | -           | -           | 51     | 6      |        |
| 2021-2022              | Werder Brema           | 2L                     | 25         | 2          | CG              | 1               | 0               | -                  | -                  | -                  | -           | -           | -           | 26     | 2      |        |
| 2022-2023              | Werder Brema           | BL                     | 24         | 3          | CG              | 1               | 0               | -                  | -                  | -                  | -           | -           | -           | 25     | 3      |        |
| Totale Werder Brema    | Totale Werder Brema    | Totale Werder Brema    | 50         | 5          |                 | 2               | 0               |                    | -                  | -                  |             | -           | -           | 52     | 5      |        |
| 2023-2024              | Tolosa                 | L1                     | 22         | 1          | CF              | 1               | 0               | UEL                | 5                  | 0                  | -           | -           | -           | 28     | 1      |        |
| 2024-2025              | Tolosa                 | L1                     | 8          | 0          | CF              | -               | -               | -                  | -                  | -                  | -           | -           | -           | 8      | 0      |        |
| Totale carriera        | Totale carriera        | Totale carriera        | 30         | 1          |                 | 1               | 0               |                    | 5                  | 0                  |             | -           | -           | 36     | 1      |        |
| Totale carriera        | Totale carriera        | Totale carriera        | 222+4      | 22         |                 | 10              | 3               |                    | 5                  | 0                  |             | -           | -           | 241    | 25     |        |